# サッポロ冬物語
サッポロ冬物語（サッポロふゆものがたり）は、サッポロビール株式会社が製造・販売する、冬季限定販売の生ビールである。

## 歴史
日本のビール業界は1970年代後半から1980年代前半にかけて、キャラクター缶や注ぎ口から音が鳴る小型樽製品などで「面白容器競争」が繰り広げられた。
1982年頃より首都圏から始まったチューハイブームは、ビール市場の伸びを鈍化させた。これを受け、ビール各社は1986年頃から中身の差別化に回帰した。サッポロビールでは1987年4月に麦芽100%の「サッポロエーデルピルス」、1988年4月には同じく麦芽100%の「サッポロ生ビール モルト100」を発売した。
夏季のビール需要は頭打ちであり、年間の総需要の伸びは秋から初冬にかけての伸びに支えられていたことから、当時の専務取締役の平野勝は、冬季限定発売のビールを提案。商品名は、当時の副社長荒川和夫により、シェークスピアの戯曲『冬物語 (The Winter's Tale)』から「サッポロ冬物語」と名付けられ、1988年10月に発売開始した。平野は発売を見届けることなく1988年8月に死去したが、本品は30年を越えるロングセラー商品となった。
初年度のラベルには白と銀を基調色に同戯曲の詞の一部が原文のまま掲載され、また1991年のパッケージにはシェイクスピアの肖像画が描かれた。これ以降、販売休止となった2009年を除き2021年までほぼ毎年秋から冬にかけて発売されている。
当初は缶および瓶入りで販売されていたが、2016年は350mlおよび500mlの缶のみ販売されている。また、当初のアルコール度数は5.5%であるが、2015年販売分から6%となった。2001年・2002年は小麦麦芽を配合。
2005年には、協同契約栽培の麦芽・ホップを100%使用。2012年には、1988年当時の味とのどごしを再現するため原料に米とコーン、スターチを加えた。2016年は、大瓶（633ml）20本換算で13万ケースが販売された。缶のデザインはほぼ毎年変更され、白や青を基調としたものが多い。
2005年発売分は、歌手のさだまさしがデザインを担当した。

## 広告
1991年にはモデルの夏川結衣が出演、槇原敬之の『冬がはじまるよ』をコマーシャルソングに使用したCMが放送された。この曲は2008年にEvery Little Thingによるカヴァー、2011年には槇原による新録版がCMに使われた。

### コマーシャルソング
- 1991年 - 槇原敬之 『冬がはじまるよ』
- 1992年 - 高野寛・田島貴男 『Winter's Tale 〜冬物語〜』
- 1993年 - 伊豆田洋之 『冬の南風』
- 1994年 - Dual Dream 『Winter Kiss』出演：加藤紀子
- 1995年 - カズン 『冬のファンタジー』出演：北浦共笑
- 1996年 - FLYING KIDS 『ディスカバリー』
- 1997年 - MOON CHILD 『Hallelujah in the snow』
- 1998年 - ZARD 『新しいドア 〜冬のひまわり〜』
- 1999年 - chara+yuki 『愛の火 3つ オレンジ』
- 2006年 - 出演：深津絵里・田辺誠一[16]
- 2007年 - Every Little Thing 『恋をしている』出演：持田香織[17]
- 2008年 - Every Little Thing 『冬がはじまるよ』
- 2011年 - 槇原敬之 『冬がはじまるよ』（新録版）